# Nemuaron
Nemuaron is een geslacht uit de familie Atherospermataceae. Het telt een soort die endemisch is op het eiland Nieuw-Caledonië.

## Soorten
- Nemuaron vieillardii (Baill.) Baill.

Atherosperma · 
Daphnandra · 
Doryphora · 
Dryadodaphne · 
Laurelia · 
Laureliopsis · 
Nemuaron